# Gerald Okamura
 (octobre 2020).
Si vous disposez d'ouvrages ou d'articles de référence ou si vous connaissez des sites web de qualité traitant du thème abordé ici, merci de compléter l'article en donnant les références utiles à sa vérifiabilité et en les liant à la section « Notes et références ».
Pour les articles homonymes, voir Okamura.
Gerald Okamura (né le 11 novembre 1940 à Hilo, Hawaï) est un acteur américain spécialisé dans les films d'action.

## Biographie
À l'âge de treize ans, Gerald Okamura commence la pratique du judo, poursuit des études et décroche un diplôme universitaire en 1958 à Hilo. Il sert dans l'armée de 1958 à 1961, stationné en Corée du sud, il y apprend le taekwondo pendant cette période. Il s'intéresse par la suite au kendo, à l'aïkido et surtout au kung fu san soo sous la tutelle du maitre Jimmy H. Woo (en).

## Carrière
Gerald Okamura commence sa carrière au cinéma en jouant  un moine shaolin dans la série kung fu. Il enchaine avec un poste de cascadeur sur Tueur d'élite de Sam Peckinpah.
Il obtient son premier rôle crédité en 1980 dans La Fureur du juste (The Octagon en VO) avec Chuck Norris. S'ensuit une carrière cantonnée à des rôles secondaires mais sans interruption au cours de laquelle Okamura est à l'origine du design de nombreuses armes. Ses œuvres sont utilisées dans des douzaines de films et ouvrages à travers le monde entier. Depuis 2005, il apparaît moins souvent à l'écran, préférant apparemment se consacrer à son festival: Dragonfest.

## Filmographie
- 2009 Hellbinders par Mitch Gould
- 2009 G.I. Joe : Le Réveil du Cobra par Stephen Sommers
- 2005 Vampire Assassin par Ron Hall
- 2005 SWAT: Warhead One par David Huey
- 2005 Confessions of an Action Star par Brad Martin
- 2002 Power Rangers : Force animale  Épisode : A Father's Footsteps
- 2002 Redemption par Art Camacho
- 2002 The Circuit 2: The Final Punch par Jalal Merhi
- 1998 Blade par Stephen Norrington (non crédité)
- 1998 L.E.T.H.A.L. Ladies: Return to Savage Beach par Andy Sidaris
- 1997 Blade Runner" (jeu vidéo)
- 1997 Little Big Foot par Art Camacho
- 1996 Bloodsport III par Alan Mehrez (voix d'un juge)
- 1996 Power Rangers : Mighty Morphin Episode : Along Came a Spider
- 1996 VR Troopers Episode : Despera Strikes Back
- 1996 Day of the Warrior" par Andy Sidaris
- 1996 Carnival of Wolves par Takeshi Watanabe
- 1995 Mortal Kombat par Paul W.S. Anderson
- 1995 The Power Within par Art Camacho
- 1994 The Cage II par Lang Elliott
- 1994 The Dallas Connection par Christian Drew Sidaris
- 1994 The Shadow par Russell Mulcahy
- 1993 Fit To Kill par Andy Sidaris
- 1993 Firepower par Richard Pepin
- 1993 Full Impact par David Huey
- 1993 Hot Shots! 2 par Jim Abrahams
- 1993 Ring of Fire II: Blood and Steel par Richard W. Munchkin
- 1992 American Streetfighter par Steven Austin
- 1992 Rapid Fire par Dwight H. Little (non crédité)
- 1992 Deadly Belt par Richard W. Munchkin
- 1992 Shootfighter: Fight to the Death par Patrick Allen
- 1992 Shadow of the Dragon par Jimmy Williams
- 1991 Capital Punishment par David Huey (non crédité)
- 1991 Ring of Fire par Richard W. Munchkin
- 1991 Showdown in Little Tokyo par Mark L. Lester
- 1991 The Master Demon par Samuel Oldham
- 1991 9 1/2 Ninjas!  par Aaron Barsky
- 1990 Aftershock par Frank Harris
- 1989 Karate Wars par David Huey
- 1989 Samurai Cop par Amir Shervan
- 1989 Time Burst: The Final Alliance par Peter Yuval
- 1988 Ninja Academy  par Nico Mastorakis
- 1987 Falcon Crest Episode :Lovers and Friends
- 1986 Big Trouble In Little China par John Carpenter
- 1985 Sword of Heaven par Byron Meyers
- 1985 MacGyver Episode: The Golden Triangle
- 1985 J.O.E. and the Colonel par Ron Satlof (non crédité)
- 1985 Fury to Freedom par Erik Jacobson
- 1985 Matt Houston Episode: Return to Nam: Part 1
- 1983 Angel of H.E.A.T. par Myrl A. Schreibman
- 1982 The Weapons of Death par Paul Kyriazi
- 1981 Charlie Chan and the Curse of the Dragon Queen par Clive Donner
- 1980 The Octagon par Eric Karson
- 1975 The Killer Elite par Sam Peckinpah(non crédité)